# Cordovín
Cordovín es un municipio de la comunidad autónoma de La Rioja (España).

## Etimología
En un bula de 1199 por la que se concedían privilegios al monasterio de San Millán de la Cogolla ya aparecía nombrada como Cordovin, que según Alarcos con esta forma se indica que su dueño sería algún cordobés.

## Geografía humana

### Demografía
Cuenta con una población de 159 habitantes (INE 2024).
| Gráfica de evolución demográfica de Cordovín entre 1842 y 2021                                                        |
| |
| Población de derecho según los censos de población del INE. Población de hecho según los censos de población del INE. |

## Administración
| Periodo   | Nombre                                        | Partido        |
| --------- | --------------------------------------------- | -------------- |
| 1979-1983 | Amor Lozano Martínez                          | Independientes |
| 1983-1987 | Felicisimo Martínez de Pablo                  | AP             |
| 1987-1991 | Bruno Crescencio Benés Cañas                  | PR             |
| 1991-1995 | Bruno Crescencio Benés Cañas                  | PR             |
| 1995-1999 | Salvador Ibáñez del Río/Trinidad Benés Villar | PP/PSOE        |
| 1999-2003 | César del Río Estebas                         | PP             |
| 2003-2007 | César del Río Estebas                         | PP             |
| 2007-2011 | Bruno Crescencio Benés Cañas                  | PR             |
| 2011-2015 | Bruno Crescencio Benés Cañas                  | PR+PSOE+IU     |
| 2015-2019 | Bruno Crescencio Benés Cañas                  | PR+PSOE+IU     |
| 2019-2023 | Alfonso Alonso Martínez                       | PP             |

| Partidos políticos en el Ayuntamiento de Cordovín (2019) | Partidos políticos en el Ayuntamiento de Cordovín (2019) |
| Partido político                                         | Concejales                                               |
| -------------------------------------------------------- | -------------------------------------------------------- |
| Partido Popular (PP)                                     | 4                                                        |
| Partido Riojano (PR+)                                    | 1                                                        |

## Economía

### Evolución de la deuda viva
El concepto de deuda viva contempla solo las deudas con cajas y bancos relativas a créditos financieros, valores de renta fija y préstamos o créditos transferidos a terceros, excluyéndose, por tanto, la deuda comercial.
Entre los años 2008 a 2014 este ayuntamiento no ha tenido deuda viva.

## Patrimonio

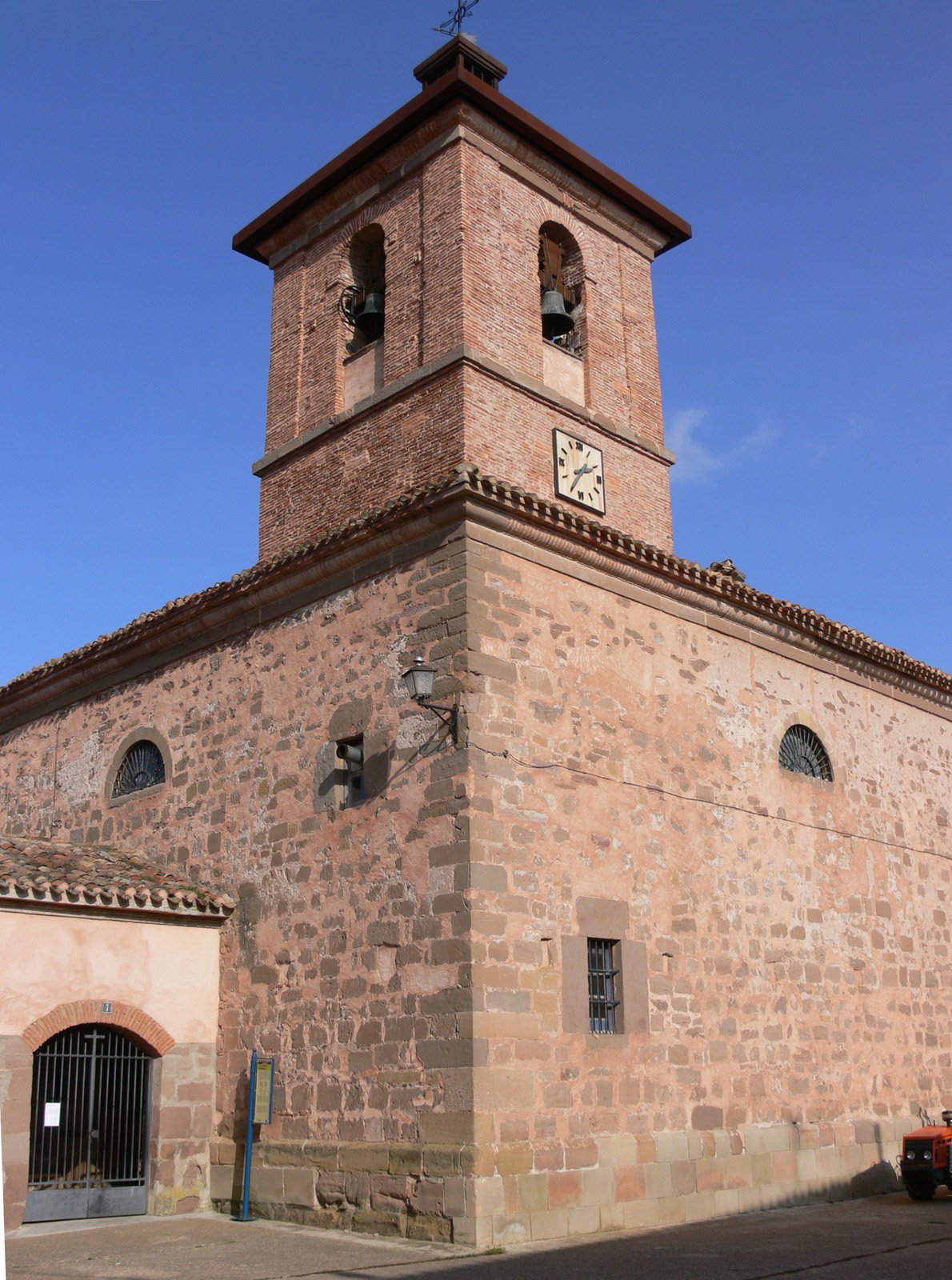
Iglesia de Santa María.

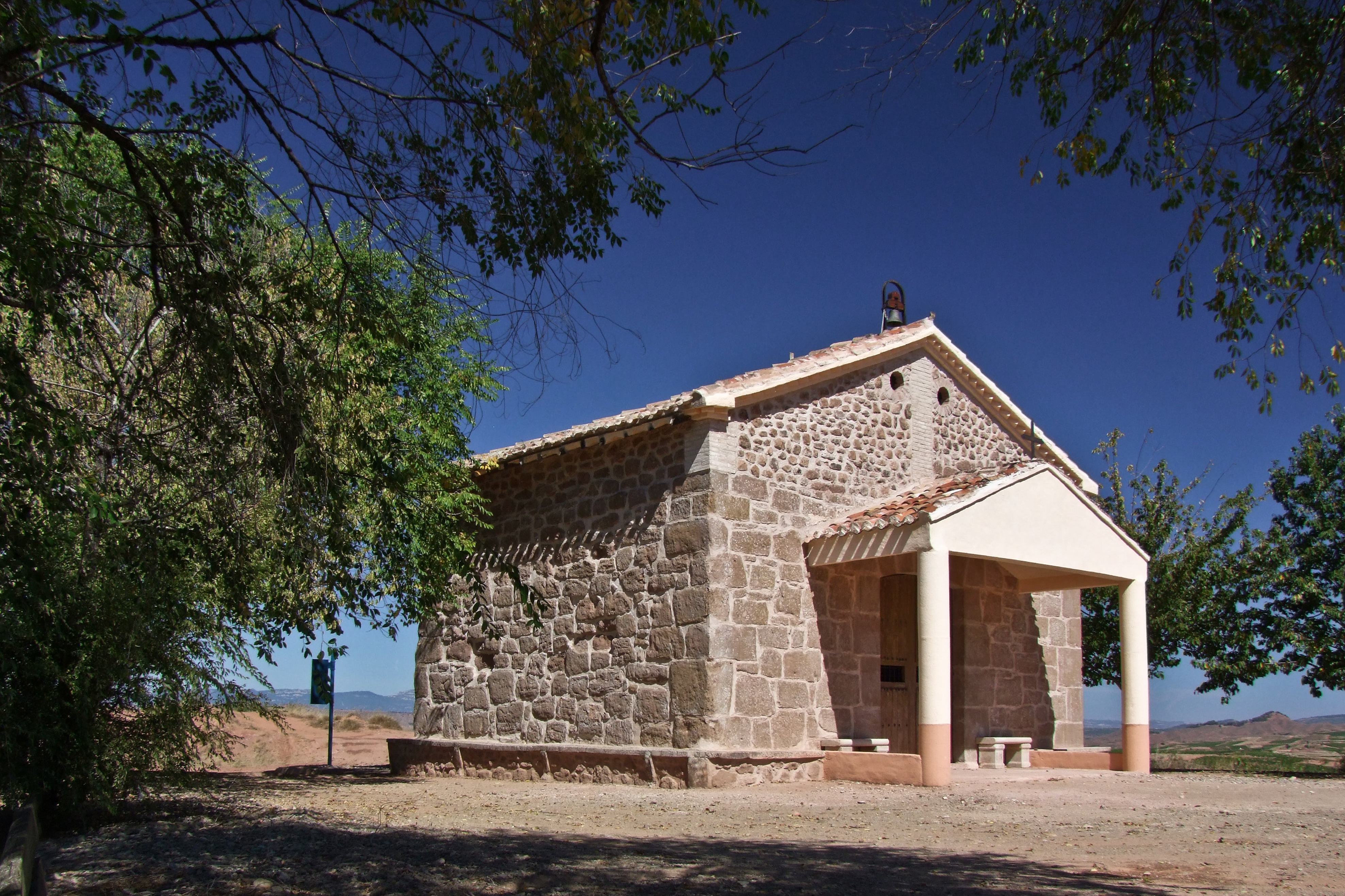
Ermita de San Cristóbal.

- Iglesia de Santa María. Del siglo XIX.
- Ermita de San Cristóbal.

## Festividades
San Cristóbal, 10 de julio. El día siguiente de San Cristóbal se le conoce como San Cristobalito,subiendo a la ermita San Cristóbal, sin subir el santo, pero se reza en ella.
El tercer sábado de septiembre se celebran las fiestas de "Gracias" y al día siguiente las del santo Jerónimo Hermosilla.
El primer domingo de mayo se celebra una romería a la ermita de San Cristóbal.